# Tatjana Bezjak
Tatjana Bezjak (Zagreb, 3. kolovoza 1971.). Hrvatska kiparica i književnica.
Tatjana Bezjak završila je Školu primijenjene umjetnosti i dizajna u Zagrebu. Godine 1995. diplomirala je kiparstvo na Akademiji likovnih umjetnosti u Zagrebu. Živi i djeluje u Zagrebu kao samostalna umjetnica. Član je HDLU i HZSU. Od 1992. umjetnica izlaže skupno i samostalno u Hrvatskoj i Europi. Njezine skulpture prisutne su i u javnim prostorima u Hrvatskoj. Mreža suvremene umjetnosti - ARTslanT 2011. nagrađuje njezin rad Paralelna na trećem Showcase natječaju.
Njezina pretposljednja izložba - Ciklus Paralelna (2012.g) - u Galeriji Matice Hrvatske trodimenzionalna je crtačka autobiografija.
Riječima umjetnice, "Zadnjih godina otkrivam o istinitosti Buddhine izjave da je čovjek sam svoje svjetlo, ali i o međusobnoj prožetosti svih i svega u svemiru. Moja su otkrića koliko intimna toliko i sveopća. Kao što udišemo i izdišemo jedne te iste molekule zraka tisućljećima, tako i u beskonačnim reciklažama dijelimo iskustva svih onih koji su bili i svih onih koji će biti."
U izdanju Durieuxa 2013. godine izlazi joj prvi roman - X. Priča je to o transformaciji, stvaranju, snovima i simbolima, pisana u prvom licu u obliku dnevnika.  X je razilaženje, X je zagonetka i pomutnja u ljubavnom kolopletu snažnih osjećaja. Ipak, otkrivamo daljnjim čitanjem - X je i uvid u promjenjivu, terapeutsku, podatnu prirodu DNK. X je prozor i u beskonačnost i njezin broj - osam u koji je upisan. Strukturalno, stvarnosna proza pretače se u poeziju, poezija u prozu, kroz život, rad i svakodnevicu glavne junakinje Helene, vizualne umjetnice. Problematika je to uvjetovanosti vlastitim vrlo intimnim osjećajima kao i pozadinskom socijalnom - onom recentnom hrvatskom sveprisutnom zbiljom.

Potpisnica je Deklaracije o zajedničkom jeziku, u kojoj se tvrdi da se u Hrvatskoj, Bosni i Hercegovini, Srbiji i Crnoj Gori govore nacionalne standardne varijante zajedničkog policentričnog standardnog jezika.

## Vanjske poveznice
- Popis izložbi.
- Roman - X.
- ARTslanT profil.
- ARTslanT nagrada.